# CAcert
CAcert és una entitat-certificadora administrada per la comunitat, que emet certificats gratuïts al públic en general. És l'alternativa a les CA (Certificate Authority o Entitat-Certificadora) que cobren centenars de dòlars l'any per aquests certificats. A mitjans del 2005 ja tenia més de 39.000 usuaris havien sigut identificats per CAcert. Aquest certificats poden ser usats per signar i/o xifrar correus electrònics, autenticar i autoritzar usuaris a connectar-se a pàgines web i transmissions segures de dades per internet.
Els certificats de CAcert poden ser usats per qualsevol aplicació que suporti SSL, així com qualsevol que usi certificats X.509. Té dos nivells de certificats: el Robot CA, que és considerat el dèbil, i el Web of Trust. El Web of Trust (WOT), que és el que ens interessa, és usat per a crear certificats de més alt nivell, per a això cal que l'usuari sigui físicament autentificat per altres usuaris prèviament reconeguts per CAcert.
CAcert està basat en els Punts d'autenticació, cadascú disposa d'un compte amb el seu nombre de punts que augmenten segons el grau de credibilitat. Aquests es poden guanyar fent que usuaris classificats com "Asseguradors" identifiquin l'usuari físicament o mitjançant "Terceres parts confiables" com ara notaris públics. Com més punts es tenen, de més privilegis en la fima de certificats es disposa.